# Aéroport international Hamad
L'aéroport international Hamad (anglais : Hamad International Airport ; arabe : مطار حمد الدولي) est un aéroport international de Doha, capitale du Qatar (code IATA : DOH • code OACI : OTHH).
Le 30 avril 2014, il a remplacé l'ancien aéroport international de Doha et sert de base pour la compagnie Qatar Airways.
En 2021 et 2022, l'aéroport International Hamad a remporté le prix du meilleur aéroport au monde lors des World Airport Awards par Skytrax. 

## Compagnies aériennes et destinations

### Passagers
| Compagnies                      | Destinations |
| ------------------------------- | --- |
| Air Arabia                      | Borg El Arab, Charjah |
| Air Algérie                     | Alger-Houari-Boumédiène |
| Air Canada                      | Toronto (Pearson) |
| Air Cairo                       | Borg El Arab, Assiout, Sohag |
| Air India                       | Bangalore-Kempegowda, Delhi-Indira Gandhi, Bombay-Chhatrapati-Shivaji |
| Air India Express               | Cannanore, Cochin, Kozhikode-Calicut, Mangalore, Bombay-Chhatrapati-Shivaji, Trivandrum, Trichy-Tiruchirapally |
| Badr Airlines                   | Khartoum |
| Biman Bangladesh Airlines       | Chittagong, Dacca-Shah Jalal, Osmani[1] |
| British Airways                 | Londres-Gatwick |
| EgyptAir                        | Le Caire |
| Ethiopian Airlines              | Addis-Abeba Bole |
| Etihad Airways                  | Abou Dabi |
| flydubai                        | Dubaï |
| Himalaya Airlines               | Katmandou-Tribhuvan |
| IndiGo                          | Bangalore-Kempegowda, Madras (Chennai), Delhi-Indira Gandhi, Hyderabad-R. Gandhi, Cannanore, Cochin, Calcutta-N. S. C. Bose, Kozhikode-Calicut, Lucknow-Amausi, Bombay-Chhatrapati-Shivaji, Pune, Trichy-Tiruchirapally |
| Iran Air                        | Chiraz-Shahid Dastghaib |
| Jazeera Airways                 | Koweït |
| Kuwait Airways                  | Koweït |
| Middle East Airlines            | Beyrouth-Rafic Hariri |
| Nepal Airlines                  | Katmandou-Tribhuvan |
| Oman Air                        | Mascate |
| Pakistan International Airlines | Islamabad-Benazir Bhutto, Lahore-Allama Iqbal, Peshawar " |
| Pegasus Airlines                | Istanbul-S. Gökçen En saison : Antalya" |
| Philippine Airlines             | Manille-N. Aquino " |
| Qatar Airways                   | - Abidjan-F.-H.-Boigny, - Abou Dabi, - Abuja-N. Azikiwe, - Accra-Kotoka, - Borg El Arab, - Adana-Sakirpasa, - Addis-Abeba Bole, - Adélaïde, - Ahmedabad-Sardar-Vallabhbhai-Patel, - Alep, - Alger-Houari-Boumédiène, - Almaty, - Amman-Reine-Alia, - Amritsar-Guru-Ram-Das, - Amsterdam, - Ankara Esenboğa, - Athènes E.-Venizélos, - Atlanta H.-Jackson, - Auckland, - Bagdad, - Bakou-H. Aliyev, - Bangalore-Kempegowda, - Bangkok-Suvarnabhumi, - Barcelone-El Prat, - Bassorah, - Pékin-Capitale, - Beyrouth-Rafic Hariri, - Belgrade-Nikola-Tesla, - Berlin-Brandebourg, - Birmingham, - Boston Logan, - Brisbane, - Bruxelles-National, - Bucarest-H. Coandă, - Budapest-Ferenc Liszt, - Le Caire, - Canberra, - Le Cap, - Cardiff-Rhoose, - Casablanca-Mohammed-V, - Mactan-Cebu, - Chengdu-Shuangliu, - Madras (Chennai), - Chiang Mai, - Chicago-O'Hare, - Chongqing-Jiangbei, - Clark, - Colombo-Bandaranaike, - Copenhague-Kastrup, - Dallas-Fort Worth, - Damas, - Dammam-roi Fahd, - Đà Nẵng, - Dar es Salam-J. Nyerere, - Davao City-Francisco Bangoy, - Delhi-Indira Gandhi, - Denpasar-Bali, - Dacca-Shah Jalal, - Djibouti-Ambouli, - Dubaï, - Dublin, - Durban-King Shaka, - Édimbourg, - Entebbe, - Erbil, - Faisalabad, - Francfort, - Gaborone-S. Khama, - Genève-Cointrin, - Goa-Dabolim, - Göteborg, - Canton-Baiyun, - Harare, - Antioche, - Hangzhou-Xiaoshan, - Hanoï-Nội Bài, - Helsinki-Vantaa, - Hô Chi Minh Ville (Tân Sơn Nhất), - Hong Kong, - Houston-George Bush, - Hyderabad-R. Gandhi, - Ispahan-S. Beheshti, - Islamabad-Benazir Bhutto, - Istanbul, - Istanbul-S. Gökçen, - Izmir-A. Menderes, - Djakarta-S.-Hatta, - Djeddah - Roi-Abdelaziz, - Johannesbourg OR Tambo, - Kaboul, - Kano-Mallam Aminu, - Karachi-Jinnah, - Katmandou-Tribhuvan, - Khartoum, - Kilimandjaro, - Cochin, - Calcutta-N. S. C. Bose, - Kozhikode-Calicut, - Krabi, - Kuala Lumpur, - Koweït, - Lagos-Murtala Muhammed, - Lahore-Allama Iqbal, - Langkawi, - Larnaca, - Lisbonne-H. Delgado, - Londres-Gatwick, - Londres-Heathrow, - Los Angeles, - Luanda-Quatro de Fevereiro, - Lusaka, - Louxor, - Madrid-Barajas, - Mahé-Seychelles international, - Malé Velana, - Malte, - Manchester, - Manille-N. Aquino, - Maputo, - Marrakech-Ménara, - Mechhed-Shahid H. Nejad, - Médine-Prince M. Bin Abdulaziz, - Melbourne-Tullamarine, - Miami, - Milan-Malpensa, - Mogadiscio-Aden Adde (Petrella), - Mombasa-Moi, - Montréal (P.-E.-Trudeau), - Moscou Chérémétiévo, - Multan, - Bombay-Chhatrapati-Shivaji, - Munich-F. J. Strauß, - Mascate, - Nagpur, - Nairobi-J. Kenyatta, - Nadjaf, - New York-John F. Kennedy, - Nice-Côte d'Azur, - Noursoultan, - Oslo-Gardermoen, - Paris-Charles de Gaulle, - Penang, - Perth, - Peshawar, - Philadelphie, - Phnom Penh, - Phuket, - Pise-Galileo Galilei, - Port Harcourt-International, - Prague-Václav-Havel, - Rabat-Salé, - Riyad-roi Khaled, - Rome Léonard-de-Vinci/Fiumicino, - Salalah, - San Francisco, - São Paulo/Guarulhos, - Sarajevo-Butmir, - Seattle-Tacoma, - Séoul-Incheon, - Shanghai-Pudong, - Charjah, - Charm el-Cheikh, - Chiraz-Shahid Dastghaib, - Sialkot, - Singapour-Changi, - Skopje, - Sofia-Vrajdebna, - Sohar, - Stockholm-Arlanda, - Saint-Pétersbourg-Poulkovo, - Souleimaniye, - Sydney-K. Smith, - Tachkent, - Tbilissi-C. Roustavéli, - Téhéran-Imam-Khomeini, - Trivandrum, - Tokyo-Haneda, - Tokyo-Narita, - Tunis-Carthage, - Venise - Marco Polo, - Vienne-Schwechat, - Varsovie-Chopin, - Washington-Dulles, - Windhoek Hosea Kutako, - Rangoun (Yangon), - Erevan-Zvarnots, - Zagreb-Pleso, - Zanzibar, - Zurich En saison : - Antalya, - Bodrum-Milas, - Dubrovnik, - Malaga-Costa del Sol, - Mykonos |
| Regent Airways                  | Chittagong, Dacca-Shah Jalal |
| Royal Air Maroc                 | Casablanca-Mohammed-V |
| Royal Jordanian                 | Amman-Reine-Alia |
| RwandAir                        | Kigali |
| SalamAir                        | Mascate |
| Saudia                          | Djeddah - Roi-Abdelaziz, Riyad-roi Khaled |
| SriLankan Airlines              | Colombo-Bandaranaike |
| Syrian Air                      | Damas |
| Tarco Airlines                  | Khartoum |
| Turkish Airlines                | Istanbul |
| US-Bangla Airlines              | Chittagong, Dacca-Shah Jalal |

Édité le 02/12/2021.
En juin 2017, de nombreuses destinations ont été suspendues à la suite d'une crise diplomatique.

## Statistiques
Le graphique qui aurait dû être présenté ici ne peut pas être affiché car il utilise l'ancienne extension Graph, désactivée pour des questions de sécurité. Des indications pour créer un nouveau graphique avec la nouvelle extension Chart sont disponibles ici.

Voir la requête brute et les sources sur Wikidata.